# Tamarisca tamarisca
Tamarisca tamarisca är en nässeldjursart som först beskrevs av Carl von Linné 1758.  Tamarisca tamarisca ingår i släktet Tamarisca och familjen Sertulariidae. Arten är reproducerande i Sverige. Inga underarter finns listade i Catalogue of Life.